# Cardinal Health
Cardinal Health, Inc., tidigare Cardinal Foods och Cardinal Distribution, är ett amerikanskt multinationellt läkemedels- och partihandelsföretag som främst distribuerar läkemedel men även tillverkar och distribuerar medicinteknikska produkter till kunder inom hela apoteks- och sjukvårdssektorn i fler än 40 länder världen över för år 2021.
Cardinal Health, tillsammans med McKesson och Cencora, har marknadsandelar, på partihandel för läkemedel, som motsvarar 90–95% i USA.

## Historik
Företaget härstammar från 1971 när Robert Walter, en nyexaminerad student vid Harvard Business School, genomförde ett lånefinansierat uppköp av livsmedelsgrossisten Monarch Foods, företaget fick ett nytt namn i Cardinal Foods. Nio år senare förvärvade man Bailey Drug Company, ett partihandelsföretag för läkemedel och Cardinal Foods blev Cardinal Distribution. År 1983 blev Cardinal ett publikt aktiebolag och aktien noterades på Nasdaq. Fem år senare sålde man allt som hade med livsmedel att göra till Roundy's (idag dotterbolag till Kroger) i syfte att vara en renodlad läkemedelsgrossist. År 1994 fick företaget sitt nuvarande namn. Tre år senare var Cardinal USA:s nästa största läkemedelsgrossist efter McKesson, det året la Cardinal bud på landets tredje största i Bergen Brunswig Corporation, McKesson svarade på direkten med att lägga bud på det fjärde största, som var då Amerisource Health Corporation. Båda buden blev dock avfärdade året därpå efter att den amerikanska konkurrensmyndigheten Federal Trade Commission (FTC) gick in och blockerade köpen och med stöd från federal domstol. År 2001 blev dock Amerisource och Bergen fusionerade med varandra och blev Amerisource Bergen. Det är oklart när Cardinal flyttade sin notering från Nasdaq till New York Stock Exchange (NYSE).